# Munna spicata
Munna spicata is een pissebed uit de familie Munnidae. De wetenschappelijke naam van de soort is voor het eerst geldig gepubliceerd in 1994 door Teodorczyk & Waegele.